# Amber Lynn
Amber Lynn, pseudonimo di Laura Allen (Orange, 3 settembre 1964), è un'ex attrice pornografica e modella statunitense.

## Biografia
Figlia più giovane di un ex ufficiale dell'Air Force, la sua famiglia ha origini native americane e lituane. Ha quattro fratelli e una sorella maggiore (morta all'età di soli due anni a causa di un difetto cardiaco). Quando aveva tre anni, i suoi genitori divorziarono dopo che si scoprì che il padre aveva una seconda famiglia con un'altra donna. A causa di questa scoperta, sua madre ebbe un esaurimento nervoso e lei fu affidata agli assistenti sociali, dove venne molestata sessualmente. All'età di sette anni fu riaffidata a sua madre. Qualche mese più tardi furono entrambe coinvolte in un incidente automobilistico su una strada interstatale; Lynn è stata scaraventata fuori dalla vettura attraverso il finestrino a causa dell'impatto frontale con un'altra macchina e riportando diverse fratture mentre sua madre, che è stata quasi decapitata, è morta sul colpo.
Lynn e i suoi fratelli andarono ad abitare con il padre e la sua nuova famiglia; in totale c'erano otto ragazzi più Lynn in casa. All'età di undici anni suo padre, divenuto ormai un alcolizzato cronico, morì di cirrosi epatica. Dopo aver terminato il Liceo ed essersi diplomata con ottimi voti, si guadagnò da vivere facendo la modella in vari concorsi e facendo l'indossatrice di bikini. Trasferitasi ad Hollywood, cominciò a fare la spogliarellista in diversi club nel famoso quartiere del Sunset Strip.

## Inizi della carriera
Lynn era l'interprete femminile più pagata nel circuito degli strip club, arrivando a guadagnare anche fino a 32.000 dollari a settimana.
Frequentando le discoteche di Los Angeles, incontrò Althea Flynt, moglie dell'editore di Hustler Larry Flynt. Dopo un po', iniziò a posare per Hustler come per altre riviste per soli uomini, come Penthouse. Iniziò a lavorare nel cinema pornografico nel 1983, dopo che la sua amica Ginger Lynn Allen (nota come Ginger Lynn) aveva fatto lo stesso. Le due amiche, assieme a Porsche Lynn, divennero note come le "three Lynns" e furono tra le pornostar più quotate degli anni ottanta. Il primo film in cui recitò fu Personal Touch, del regista Bobby Hollander.
Le sue scene includevano soprattutto rapporti vaginali e sesso orale, come anche atti con altre ragazze. Anche se fece qualche occasionale scena di doppia penetrazione vaginale, all'inizio della carriera non faceva sesso anale sul set. Introdusse il fratello più anziano nel cinema porno, Charles Allen, che si scelse il nome di Buck Adams. I due nascosero di essere fratelli, fino a quando non dovettero confessarlo, per evitare di dover fare una scena insieme. Buck Adams è deceduto prematuramente il 28 ottobre 2008 a causa di un arresto cardiaco.

## Volontariato
Per il suo 28º compleanno nel 1992, organizzò una festa presso il Bel Age Hotel a Beverly Hills. Si trattava di un evento di beneficenza in onore della Fondazione di Los Angeles per i giovani malati di AIDS, un'organizzazione che fornisce alloggio e assistenza medica per aiutare gli adolescenti affetti da HIV. Nell'agosto del 1992, un articolo del Los Angeles Times riportò la notizia. Amber Lynn si dedica ancora oggi nel tempo libero ad aiutare altri enti di beneficenza come le ricerche sul cancro infantile.

## Ritiro
Anche se non fu direttamente toccata dallo scandalo di Traci Lords nel 1986, l'episodio scosse la sua fiducia nel settore. Era stata inoltre scossa dal suicidio, avvenuto nel 1984 della sua amica Shauna Grant. Abbandonò così il cinema per adulti.
Iniziò una nuova carriera come ballerina e spogliarellista. Fece spettacoli in Canada assieme all'attrice pornografica Tracey Adams, con cui ebbe una breve relazione sentimentale.
Dopo pochi anni però, il numero di pornodive che si dedicavano agli spettacoli dal vivo crebbe notevolmente, riducendo il guadagno che si poteva pretendere ad ogni esibizione. Tornò a Los Angeles e ricominciò a posare per le riviste.

## Ritorno al cinema pornografico

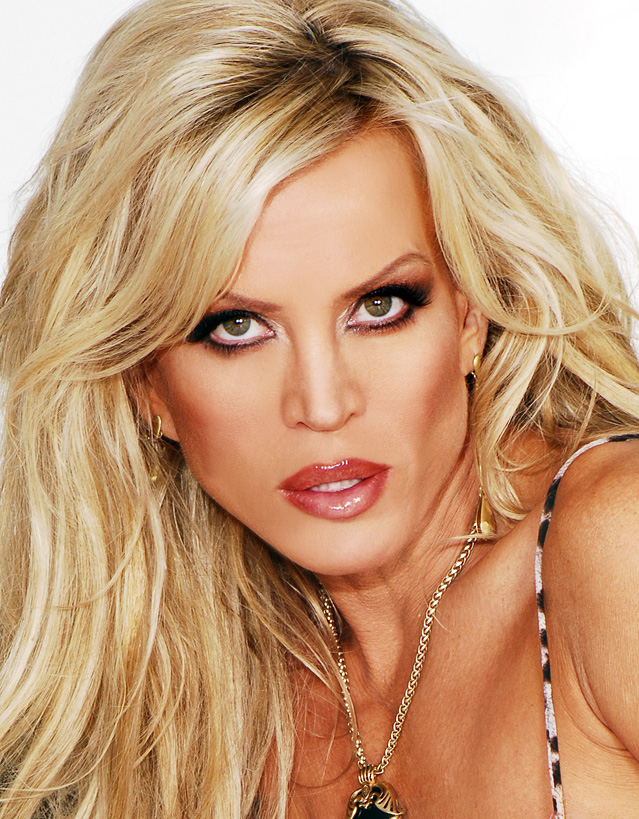
Amber Lynn nel 2008

A metà degli anni novanta riprese a recitare in film pornografici, ma non raggiunse più il successo del decennio precedente. Gran parte delle sue scene erano con altre donne, oppure non la vedevano impegnata direttamente in rapporti sessuali. Dal 1999, l'abuso di droga e alcolici ha severamente compromesso la sua vita, sia dal punto di vista personale che lavorativo. Dopo aver interrotto la relazione con Tracy Adams, decise di abbandonare nuovamente il cinema per curarsi.
Poco dopo, avendo necessità di denaro per pagarsi gli studi, riprese a fare film porno. Questa volta, ha recitato in ruoli più "estremi" e "spinti" rispetto alla sua precedente carriera, comprese le scene di sesso anale, sesso orale con ingoio, a doppia penetrazione ed interrazziale che in precedenza aveva rifiutato, e di sadomasochismo con altre donne. Spesso gira scene di sesso con attori più giovani di lei. Appare ancora in qualche film, ma di solito, il suo impegno si limita ad una sola scena.
Ha lavorato per Naughty America in film come My Friend's Hot Mom e My First Sex Teacher, come in altri titoli del genere MILF.

## Vita privata
Oltre alla relazione lesbica con Tracey Adams, ha avuto una lunga relazione sentimentale con l'attore pornografico Jamie Gillis. Dopo essersi disintossicata definitivamente dalla droga, ha ripreso gli studi iscrivendosi all'Università ed è riuscita a laurearsi nel 2011 in economia e commercio. Quando non lavora sul set, ricopre il ruolo di agente immobiliare specializzata nella vendita di case di lusso.. Nel 2012 ha partecipato al documentario After Porn Ends, del regista Bryce Wagoner.

## Apparizioni come ospite in televisione
- The Man Show – "Hypnotist" (episodio 2.20) 4 febbraio, 2001
- Frontline – "Death of a Porn Queen", giugno 1987

## Riconoscimenti
- AVN Awards
  - 1986 AVN Award for Best Couples Sex Scene (film) per Vergini corpi frementi con Lisa De Leeuw, Ginger Lynn, Janey Robbins, Nina Hartley, Eric Edwards, Harry Reems, Jamie Gillis, Paul Thomas e Richard Pacheco[11]
  - AVN Hall of Fame[12]
- XRCO Award
  - 1986 – Starlet Of The Year[13]
  - 1986 – Orgasmic Oral Scene per Love Bites con Peter North, Rick Savage e James Miles[14]
  - 1988 – Sizzling Support – Female per Taboo V[15]
  - 1996 – XRCO Hall of Fame[16]

## Filmografia
- Erotica Collection 7 (1982)
- Personal Touch 3 (1983)
- Body Shop (1984)
- Centerfold Celebrities 4 (1984)
- Doorman Always Comes Twice (1984)
- Girl With the Hungry Eyes (1984)
- Girls of the Night (1984)
- Hot Tails (1984)
- Lonely Lady Collection (1984)
- Screen Play (1984)
- Space Virgins (1984)
- Swedish Erotica 57 (1984)
- Talk Dirty to Me 3 (1984)
- Vixens in Heat (1984)
- Yellow Fever (1984)
- Adult 45 1 (1985)
- Amber and Sharon do Paris 1 (1985)
- Amber and Sharon do Paris 2 (1985)
- Amber Aroused (1985)
- Amber In Heat (1985)
- Amber Lynn Does It Better (1985)
- Amber Lynn: The Totally Awesome (1985)
- Amber: First Blood (1985)
- Amber's Desires (1985)
- Backdoor to Paris (1985)
- Best Little Whorehouse in San Francisco (1985)
- Beverly Hills Wives (1985)
- Bi-sexual Fantasies (1985)
- Blonde Desire (1985)
- Bodies By Jackie (1985)
- Bootsie (1985)
- Bordello (1985)
- Boy Toy (1985)
- Can't Get Enough (1985)
- Centerfold Celebrities 5 (1985)
- Cherry Busters (1985)
- Cock-Tales (1985)
- Color Me Amber (1985)
- Corporate Assets (1985)
- Cottontail Club (1985)
- Dear Fanny (1985)
- Endless Passion (1985)
- Erotic City (1985)
- Erotic Gold 2 (1985)
- First Annual XRCO Adult Film Awards (1985)
- Forever Amber (1985)
- From Paris with Lust (1985)
- Futuresex (1985)
- Ginger On The Rocks (1985)
- Good The Bad And The Horny (1985)
- Grafenberg Spot (1985)
- Head Games (1985)
- Holly Does Hollywood 1 (1985)
- Hollywood Heartbreakers (1985)
- Hollywood Starlets (1985)
- Hot Wire (1985)
- If My Mother Only Knew (1985)
- Initiation of Cynthia (1985)
- Les Lesbos of Paris 1 (1985)
- Les Lesbos of Paris 2 (1985)
- Looking for Mr. Goodsex (1985)
- Love Bites (1985)
- Love Button (1985)
- Lusty Adventurer (1985)
- Marina Heat (1985)
- Passionate Lee (1985)
- Poonies (1985)
- Rub Down (1985)
- Screw Erotic Video 1 (1985)
- Sexual Odyssey (1985)
- Shacking Up (1985)
- Shauna: Every Man's Fantasy (1985)
- Some Kind Of Woman (1985)
- Street Heat (1985)
- Superstars of Porn 1 (1985)
- Swedish Erotica 66 (1985)
- Taste of Pink (1985)
- Vergini corpi frementi (Ten Little Maidens) (1985)
- Trashy Lady (1985)
- Women Without Men (1985)
- Amber Lynn's Personal Best (1986)
- Amber Pays The Rent (1986)
- Amberella (1986)
- Battle of the Titans (1986)
- Black Girls Do It Better (1986)
- Blondes Blondes Blondes (1986)
- Bossom Buddies (1986)
- Celebrity Presents Celebrity (1986)
- Chastity and the Starlets (1986)
- Cheek to Cheek (1986)
- Commando Lovers (1986)
- Crocodile Blondee 1 (1986)
- Dangerous Women (1986)
- Devil in Miss Jones 3 (1986)
- Dickman and Throbbin (1986)
- Dirty Dreams (1986)
- End Of Innocence (1986)
- Female Aggressors (1986)
- Getting L.A.'d (1986)
- Girl Toys (1986)
- Girls on F Street (1986)
- Honeymoon Harlots (1986)
- Hyapatia Lee's Wild Wild West (1986)
- In and Out in Beverly Hills (1986)
- Jane Bond Meets Octopussy (1986)
- Just the Two of Us (1986)
- Keyhole Productions 108: Spectacular Orgasms (1986)
- Lesbian Lovers 1 (1986)
- Luscious Lucy In Love (1986)
- Many Shades of Amber (1986)
- Miami Spice 1 (1986)
- Miami Spice 2 (1986)
- Mixed Company (1986)
- My Sweetheart (1986)
- Perfect Partners (1986)
- Pink and Pretty (1986)
- Please Don't Stop (1986)
- Pleasure Maze (1986)
- Porn in the U.S.A. (1986)
- Sex Asylum 2: Sheer Bedlam (1986)
- She Comes In Colors (1986)
- She Loves the Four-X Feeling (1986)
- Spectacular Orgasms (1986)
- Strangers (1986)
- Sweat (1986)
- Taboo 5 (1986)
- Tracy Takes Paris (1986)
- Ultimate Lover (1986)
- Wild Things 2 (1986)
- World According To Ginger (1986)
- WPINK TV 2 (1986)
- 50 Million Dollar Cherry (1987)
- Afro Erotica 16 (1987)
- All For His Ladies (1987)
- Amazing Sex Stories 2 (1987)
- Amber Lynn's Hotline 976 (1987)
- A's Have It (1987)
- Black Anal-ist (1987)
- Blowin the Whistle (1987)
- Both Ends Burning (1987)
- Charmed and Dangerous (1987)
- Circus Acts (1987)
- Dangerous When Wet (1987)
- Supermaschio per mogli viziose (1987)
- Carne bollente (1987)
- Double Penetration 2 (1987)
- Dream Girls (1987)
- Ebony Orgies (1987)
- Endzone (1987)
- Erotic Dreams (1987)
- Friday the 13th (1987)
- Ginger's Greatest All Girl Hits (1987)
- Girls Who Dig Girls 4 (1987)
- Going Down With Amber (1987)
- Harlem Candy (1987)
- Heavenly Bodies (1987)
- Hollywood Harlots (1987)
- Hot Amber Nights (1987)
- I Love L.A. 1 (1987)
- I Love L.A. 2 (1987)
- Jane Bond Meets the Man With the Golden Rod (1987)
- Let's Get It On (1987)
- Lifestyles of the Blonde and Dirty (1987)
- Lip Service (1987)
- Living Doll (1987)
- Love at First Sight (1987)
- Love Probe (1987)
- Love Scenes for Loving Couples (1987)
- Lovin' Spoonfuls 1 (1987)
- Me Myself and I (1987)
- Oral Majority 2 (1987)
- Oral Majority 3 (1987)
- Oral Majority 4 (1987)
- Orgies (1987)
- Passionate Heiress (1987)
- Phone Sex Girls 1 (1987)
- Porn in the U.S.A. 2 (1987)
- Rise of the Roman Empress 1 (1987)
- Slip Into Ginger And Amber (1987)
- Star Cuts 50: Amber Lynn (1987)
- Star Cuts 82: Amber Lynn (1987)
- Superstars of Porno 2 (1987)
- Sweet Cream (1987)
- Taste of Black (1987)
- Taste of White (1987)
- Teasers (1987)
- To Lust In LA (1987)
- Toys 4 Us 2 (1987)
- Tracy Who (1987)
- Tres Riche (1987)
- Tuff Stuff (1987)
- Wet Workout (1987)
- Afro Erotica 27 (1988)
- Amber Lynn Non-stop (1988)
- Amber Lynn's Peter Meter (1988)
- Angel In Mr. Holmes (1988)
- Asses to Asses Lust to Lust (1988)
- Ball Street (1988)
- Bottega del piacere (1988)
- Command Performance (1988)
- Cumshot Revue 3 (1988)
- Double Penetration 3 (1988)
- Double Penetrations 6 (1988)
- Ebony and Ivory Fantasies (1988)
- Finger Friggin' 2 (1988)
- Flaming Tongues 2 (1988)
- Girls Who Dig Girls 8 (1988)
- Honey Buns 2 (1988)
- Hottest Ticket (1988)
- Hyapatia Lee's Arcade Series 2 (1988)
- Inches For Keisha (1988)
- Liquid Love (1988)
- Mammary Lane (1988)
- Nina's Knockouts (1988)
- No Man's Land 1 (1988)
- Only the Best of Men's and Women's Fantasies (1988)
- Only the Best of Oral (1988)
- Only the Best of Women with Women (1988)
- Oral Ecstasy 4 (1988)
- Oral Majority 6 (1988)
- Outrageous Orgies 3 (1988)
- Provocative Pleasures (1988)
- Rockey X 2 (1988)
- Starlets 20: Amber Lynn (1988)
- Sweat 2 (1988)
- Taste of Amber (1988)
- Two Into One 2 (1988)
- Video Voyeur 1 (1988)
- X-Rated Bloopers And Outtakes (1988)
- Best of Amber Lynn (1989)
- Cock Robin (1989)
- Edge of Heat 2 (1989)
- Edge of Heat 6 (1989)
- Things (1989)
- Fantasy Girls 1 (1989)
- Filthy Rich (1989)
- Girls Who Dig Girls 11 (1989)
- Girls Who Dig Girls 9 (1989)
- Girls Who Love Girls 18 (1989)
- Girls Who Love Girls 6 (1989)
- I Love a Girl in a Uniform (1989)
- Le Sex De Femme 4 (1989)
- Legends of Porn 2 (1989)
- Lost Angel (1989)
- Lust College (1989)
- Mrs. Rodgers Neighborhood (1989)
- Talk Dirty to Me 3 (new) (1989)
- Those Lynn Girls (1989)
- Unleashed Lust (1989)
- Wacky World of X-rated Bloopers (1989)
- Wild Women 57: Amber Lynn (1989)
- Amber Lynn X-posed (1990)
- Amber Lynn X-posed 2 (1990)
- Amber The Ultimate Experience (1990)
- Boobs Butts and Bloopers 1 (1990)
- Celebrity Sluts (1990)
- Desire (1990)
- Queen of Double Penetration 1 (1990)
- Sextacy 19: Pussy Whipped Pussies (1990)
- Taste of Tiffany (1990)
- Erotic Explosions 22 (1991)
- Erotic Explosions 24 (1991)
- Lesbionic Woman (1991)
- Play My Flute (1991)
- Amber Waves (1992)
- Best of No Man's Land 1 (1992)
- Hot Holes (1992)
- Only the Best of Anal (1992)
- Only the Best of Girls with Curves (1992)
- Only the Best of the 80's (1992)
- Swedish Erotica Hard 8 (1992)
- True Legends of Adult Cinema: The Erotic 80's (1992)
- Best of Talk Dirty 2 (1993)
- From Paris with Lust (new) (1993)
- I Love L.A. (new) (1993)
- I Love L.A. 2 (new) (1993)
- Love In The Great Outdoors: Amber Lynn (1993)
- Nasty Girls 2 (1993)
- Swedish Erotica Hard 17 (1993)
- Bloopers (1994)
- Babewatch 3 (1995)
- Babewatch 4 (1995)
- Girls on Girls (1995)
- Overtime 4: Oral Hijinx (1995)
- Where the Boys Aren't 6 (1995)
- Dirty Bob's Xcellent Adventures 27 (1996)
- Hollywood Halloween Sex Ball (1996)
- Nightclub (1996)
- Fade to Blue (1998)
- Girls Who Were Porn's First Superstars (1999)
- Top 25 Adult Stars Of All Time (1999)
- Adventures of Asshole Andy Armageddon 2 (2000)
- Amber Lynn's Bedtime Stories (2000)
- Babewatch 12 (2000)
- Buttfuck Bonanza (2000)
- Fallen Star (II) (2000)
- Fire in the Hole (2000)
- Fuck Holes 1 (2000)
- Let Us Prey (2000)
- PPV-590: Panty J/O Girls (2000)
- PPV-592: Amber Lynn Pantyhose (2000)
- Pussyman's American Cocksucking Championship 7 (2000)
- Pussyman's Large Luscious Pussy Lips 1 (2000)
- Pussyman's Squirt Attack (2000)
- Rocks That Ass 12: Golden Ass (2000)
- Violation of Amber Lynn (2000)
- Virgin Kink 14 (2000)
- Young Muff 2 (2000)
- Young Muff 3 (2000)
- PPV-626: Amber Lynn 2 (2001)
- Puritan Magazine 33 (2001)
- Pussyman's Snatch Attack (2001)
- Sperm Bitches (2001)
- Dark Desires (2002)
- Girls Only: Janine (2002)
- Naughty Wives Club 7 (2002)
- No Man's Land: Legends (2002)
- PPV-657: Best of Pantyhose 1 (2002)
- Pussyman's Squirt Fever 1 (2002)
- Seymore Butts and the Girls Who Gobble Goo (2002)
- Sticky Side Up 4 (2002)
- Tribute To The King 1 (2002)
- Adult Stars at Home 4 (2003)
- Anal Kinksters 2 (2003)
- Nina Hartley's Guide to Younger Men Older Women Sex (2003)
- Nina Hartley's Private Sessions 5 (2003)
- Nina Hartley's Private Sessions 6 (2003)
- Nina Hartley's Private Sessions 7 (2003)
- Swedish Erotica 4Hr 12 (2003)
- Swedish Erotica 4Hr 20 (2003)
- Can You Be A Pornstar? 5 & 6 (2004)
- Nina Hartley's Private Sessions 13 (2004)
- Nina Hartley's Private Sessions 14 (2004)
- Nina Hartley's Private Sessions 8 (2004)
- POV Pin-ups All-Stars (2004)
- Best of Amber Lynn (2005)
- Great White North 1 (2005)
- MILF Cruiser 4 (2005)
- MILF Cruiser 5 (2005)
- Older Women And Younger Women 6 (2005)
- Older Women Younger Men 9 (2005)
- Toys And Girls (2005)
- Amber Lynn Collection (2006)
- International Battle of the Superstars (2006)
- Desperate Mothers and Wives 8 (2007)
- Flesh Fantasy (2007)
- Mother Lode (2007)
- My First Sex Teacher 8 (2007)
- Real Boogie Nights (2007)
- Swedish Erotica 129 (2007)
- Swedish Erotica 131 (2007)
- Swedish Erotica 80 (new) (2007)
- Swedish Erotica 84 (new) (2007)
- Swedish Erotica 94 (2007)
- Big Rack Attack 5 (2008)
- Cougar Club 1 (2008)
- Cougars And Cubs (2008)
- Girlvana 4 (2008)
- Housewives of Amber Lane 1 (2008)
- MILF Next Door 3 (2008)
- My Friend's Hot Mom 15 (2008)
- Seasoned Players 4 (2008)
- Slutty White MILF Neighbors 2 (2008)
- Tom Byron Screws the Stars (2008)
- Battle of the Superstars: Lisa De Leeuw vs. Sharon Mitchell (2009)
- Battle of the Superstars: Ron Jeremy vs. Tom Byron  (2009)
- Best of Seasoned Players (2009)
- Blowjob Winner 2 (2009)
- Chicks Gone Wild 5 (2009)
- Fuck a Fan 3 (2009)
- Handjob Winner 2 (2009)
- Housewives of Amber Lane 2 (2009)
- Magnificent MILFs (2009)
- MILF Legends 1 (2009)
- MILF Lessons 22 (2009)
- My Stepmother Made Me 2 (2009)
- Naughty Office 16 (2009)
- Dude, I Banged Your Mother 2 (2011)
- Mommy Blows Best 10 (2011)
- Seduced by a Cougar 17 (2011)
- White Mommas 3 (2011)
- As Seen on 42nd Street (2012)
- Oops I Milfed Again (2012)
- Retro Knob Slobbers On The Loose (2012)
- My Mother's Dirty Secrets (2013)
- Now That's How You Orgy 2 (2013)
- Raunchy Moms (2013)